# Francesco Antonio Mondelli
Francesco Antonio Mondelli (Roma, 6 febbraio 1756 – Città di Castello, 2 marzo 1825) è stato un vescovo cattolico italiano.

## Biografia
Figlio di Sebastiano Mondelli e Costanza Lanti, studiò presso i gesuiti del Collegio romano e fu ordinato prete nel 1781: svolse il ministero sacerdotale a Roma, Amelia, Foligno; a Roma fu prefetto della congregazione dei Nobili, teologo dell'Inquisizione e della Dataria apostolica.
Per incarico di papa Pio VI predicò e scrisse contro il giansenismo; fu canonico collegiato di Santa Maria in via Lata.
Il 23 settembre 1805 fu eletto vescovo di Terracina, Sezze e Priverno da papa Pio VII; ricevette la consacrazione il 29 settembre successivo dal cardinale Giulio Maria della Somaglia. Avviò in diocesi l'attività di riforma del clero; stabilì in varie località le maestre pie; fondò a Sezze un orfanotrofio e un Monte frumentario.
Per essersi rifiutato di giurare fedeltà al governo napoleonico, nel 1809 fu esiliato a Chambéry e poi confinato a Trévoux, dove rimase fino al 1814.
Caduto Napoleone, rientrò in Italia e nel 1814 papa Pio VII lo nominò vescovo di Città di Castello: vi cercò di ristabilire le famiglie religiose dissolte e nel 1818 celebrò un sinodo diocesano. Fondò una scuola aperta a ragazze di ogni ceto sociale e per dirigerlo istituì le oblate di San Francesco di Sales.
È sepolto in cattedrale, ma il suo cuore è conservato nella cappella delle sue oblate.

## Genealogia episcopale
La genealogia episcopale è:
- Cardinale Scipione Rebiba
- Cardinale Giulio Antonio Santori
- Cardinale Girolamo Bernerio, O.P.
- Arcivescovo Galeazzo Sanvitale
- Cardinale Ludovico Ludovisi
- Cardinale Luigi Caetani
- Cardinale Ulderico Carpegna
- Cardinale Paluzzo Paluzzi Altieri degli Albertoni
- Papa Benedetto XIII
- Papa Benedetto XIV
- Papa Clemente XIII
- Cardinale Marcantonio Colonna
- Cardinale Giacinto Sigismondo Gerdil, B.
- Cardinale Giulio Maria della Somaglia
- Vescovo Francesco Antonio Mondelli